# ناتالی می
ناتالی یوهانا می(۱۰ ژانویه ۱۹۰۰–۲۹ ژوئیه ۱۹۷۵) نقاش و گرافیست استونیایی بود.
ناتالی می که در جزیره هیوما در استونی به دنیا آمد، یکی از سه دختر یک ناخدای کشتی بود. دو خواهر دیگر او نیز هنرمند بودند و ناتالی و خواهر بزرگترش «لیدیا می» در دوره عینیت نو در هنر استونیایی در دهه ۱۹۲۰ به شهرت بسیاری دست یافتند. می همچنین به عنوان طراح لباس نیز فعالیت می‌کرد و همزمان در مؤسسه هنر تالین نیز تدریس می‌کرد. می در گورستان راهومه در تالین به خاک سپرده شده است.

## زندگی‌نامه
ناتالی می در خانواده ملوان جوهان می که پنج فرزند داشت در لیپاجا، لتونی متولد شد، جایی که پدرش در ساخت یک بندر نظامی همکاری می‌کرد. در سال ۱۹۱۲، خانواده او به تالین مهاجرت کردند و در سال ۱۹۱۷ ناتالی از دبیرستان دخترانه تالین فارغ‌التحصیل شد. در بین سال‌های ۱۹۱۷ تا ۱۹۱۸، او با خانواده‌اش در پتروگراد زندگی می‌کرد و در یکی از سمینارهای مدرسه با موضوع ترویج هنر در جامعه سن پیترزبورگ شرکت کرد. او تحصیلات هنری خود را قبلاً در تالین زیر نظر نیکولای تریگ گذرانده بود. او در سال ۱۹۱۹ برای اولین بار در یک نمایشگاه شرکت کرد آن نمایشگاه بهاره انجمن هنر پالاس در تارتو بود. در سال ۱۹۲۱ ناتالی وارد دوره آموزشی معلمان طراح در مدرسه هنر پالاس انجمن هنر شد و در سال ۱۹۲۴ به عنوان یکی از تنها زنان فارغ‌التحصیل شده از مدرسه هنر پالاس به همراه ادوارد وایرالت، فردی سان و کونو ویبر فارغ‌التحصیل شد.
در سالهای ۱۹۲۴، او به عنوان معلم طراحی در مدرسه‌ای با نام "Võru" کار کرد، در سال ۱۹۲۹، یک هنرمند جوان به نام Ants Lauter را که با آبرنگ کار می‌کرد دعوت کرد تا در استونی کار با او همکاری کند. در بین سالهای ۱۹۲۵ تا ۱۹۴۰، او به عنوان معلم هنر در یک دبیرستان دخترانه تجاری در تالین کار کرد. در بین سال‌های ۱۹۲۹ تا ۱۹۳۵ و ۱۹۴۴ تا ۱۹۵۶، او طراح صحنه و لباس تئاتر استونی نیز بود. بین سال‌های ۱۹۳۰ تا ۱۹۳۵ رئیس بخش انتخاب لباس، و بین سال‌های ۱۹۴۴ تا ۱۹۶۴ او مدرس مُد در گزینش لباس‌های صحنه در مؤسسه هنری دولتی اتحاد جماهیر شوروی استونی بود. بین سال‌های ۱۹۴۴ تا ۱۹۴۶ و ۱۹۵۰ تا ۱۹۶۴ او رئیس بخش نساجی بود.
از سال ۱۹۴۵، او هنرمند شایسته SSR استونی شد. او همچنین از سال ۱۹۵۸ عضو اتحادیه هنرمندان و از سال ۱۹۶۸ عضو انجمن تئاتر SSR استونی شد.

## کارها
از قبل در مدرسه، ناتالی می شروع به شرکت در نمایشگاه‌های هنرهای تجسمی و هنرهای کاربردی هم در استونی و هم در خارج از کشور کرد. عمدتاً با آبرنگ کار می‌کرد اما گاهی اوقات نیز با مدادطراحی می‌کرد.
او اولین هنرمند تئاتر استونیایی بود که هنرش به طراحی صحنه و لباس اختصاص داشت. او نگرش جدیدی را به صحنه‌نگاری آن زمان آورد و لباس را به عنوان یک جزء اساسی در تئاتر معرفی کرد. او شروع به ساختن لباس‌های جدید و اختصاصی برای هر نمایش تئاتر کرد. به عنوان یک نقشه‌کش قوی و یک نقاش آبرنگ خوب، طرح‌های لباس او ارزش هنری مستقلی داشتند.
ناتالی در سال ۱۹۳۷، لباسی برای نمایشنامه‌های نوشته شده توسط الکساندر توراند طراحی کرد. از سال ۱۹۳۶ او همچنین طراحی صحنه مولیر در تئاتر درام استونی را بر عهده داشت و از سال ۱۹۴۹ دکوراتور اصلی آن صحنه شد. او طرح‌های صحنه و لباس را برای تئاتر استونی و همچنین تئاتر درام تالین و تئاتر کمدی موزیکال لنینگراد خلق می‌کرد.
می از سال ۱۹۲۰ عمدتاً به طراحی گرافیک کتاب‌ها مشغول بود. و تا سال ۱۹۳۰ او بسیاری از کتاب‌ها و داستان‌های کودکانه را تصویرگری کرد. او برای مدتی برای مجله "Pikker" کاریکاتور می‌کشید و در آنجا از نام مستعار "Ants Kuunar" استفاده می‌کرد.
در آغاز دهه ۱۹۹۰، او نقاشی‌های اکسپرسیونیسمی و مدرنیستی را با ترکیب و استفاده از پرتره‌های اشخاص و با بهره‌گیری از تکنیک کلاژ خلق می‌کرد.
ناتالی می همچنین به عنوان یک هنرمند سینما در سال ۱۹۶۴، در تالین‌فیلم کار کرده است.